# Pandan Surat
Pandan Surat is een bestuurslaag in het regentschap Pringsewu van de provincie Lampung, Indonesië. Pandan Surat telt 3395 inwoners (volkstelling 2010).